# 近头状豆腐柴
近头状豆腐柴（学名：Premna subcapitata）为马鞭草科豆腐柴属下的一个种。

## 扩展阅读
- 維基物種上的相關：近头状豆腐柴